# Peter Gethin
Peter Kenneth Gethin (né le 21 février 1940 à Ewell, Angleterre et mort le 5 décembre 2011) est un ancien pilote automobile anglais. Gethin a notamment disputé 30 Grands Prix de championnat du monde de Formule 1 pour McLaren, BRM et Lola entre 1971 et 1974, inscrit un total de 11 points et signé une victoire. Son meilleur classement est une neuvième place au championnat du monde en 1971. Il a également disputé 18 épreuves de Formule 1 hors-championnat où il a remporté deux succès.

## Biographie sportive

### Les débuts en sport automobile
Fils de jockey, Peter Gethin suit les traces de son père avant de se lancer dans le sport automobile en 1962. Il accède à la Formule 2 en 1965 mais sa monoplace ne lui permet pas de se faire remarquer. Il persiste toutefois dans la discipline et obtient deux podiums en 1965 qui lui permettent d'accéder à la Formule 5000 en 1969. 
Son style de pilotage lui permet d'emblée de se mettre en évidence au volant de sa McLaren avec laquelle il remporte les championnats 1969 et 1970 de Formule 5000 britannique.

### Débuts en Formule 1 chez McLaren

#### Découverte de la discipline
Le 2 juin 1970, Bruce McLaren, patron-pilote de l'écurie qui porte son nom, décède à Goodwood en testant une nouvelle voiture destinée au championnat CanAm. Peter Gethin est alors appelé en urgence pour le remplacer en championnat du monde de Formule 1 et en CanAm. Il est engagé pour le Grand Prix de Belgique le 7 juin, la semaine même du décès de McLaren, mais l'écurie déclare finalement forfait. 
Gethin débute en Formule 1 à l'occasion du Grand Prix des Pays-Bas, à Zandvoort, la cinquième épreuve de la saison. Au volant de la M14A-Cosworth de la saison précédente, le pilote novice décroche une méritoire onzième place sur la grille alors que son coéquipier Andrea de Adamich, sur M14D-Alfa Romeo ne parvient pas à se qualifier. Gethin est contraint à l'abandon sur accident au dix-huitième tour mais a néanmoins signé le septième meilleur tour en course, preuve de sa rapide adaptation à la Formule 1. 
Malgré des débuts honorables, il n'est pas engagé en France puis, sa monoplace accidentée n'étant toujours pas réparée, est engagé pour son Grand Prix national sur une vieille M7A de 1968 désormais fournie uniquement à des écuries privées. McLaren décide finalement de ne pas honorer son engagement et envoie seulement de Adamich, qui ne prendra pas le départ sur panne mécanique, et deux pilotes confirmés, Denny Hulme, qui finit sur le podium, et Dan Gurney. 
Gethin fait son retour en championnat du monde à l'occasion du Grand Prix d'Allemagne à Hockenheim. Il démontre dès lors son niveau de pilotage en se qualifiant en dix-septième position juste derrière son leader Hulme tandis qu'Adamich rate à nouveau sa qualification. Si Hulme décroche un nouveau podium, Gethin est contraint à l'abandon dès l'entame de la course sur panne d'accélérateur. En Autriche, Gethin se qualifie en fond de grille (vingt-et-unième), loin de ses coéquipiers Hulme (onzième) et de Adamich (quinzième) mais ne cesse de gagner des places en course, pointant même au huitième rang au trente-neuvième tour. Il reçoit pour la première fois le drapeau à damiers en se classant dixième et premier des pilotes McLaren, à un tour du vainqueur Jacky Ickx. 

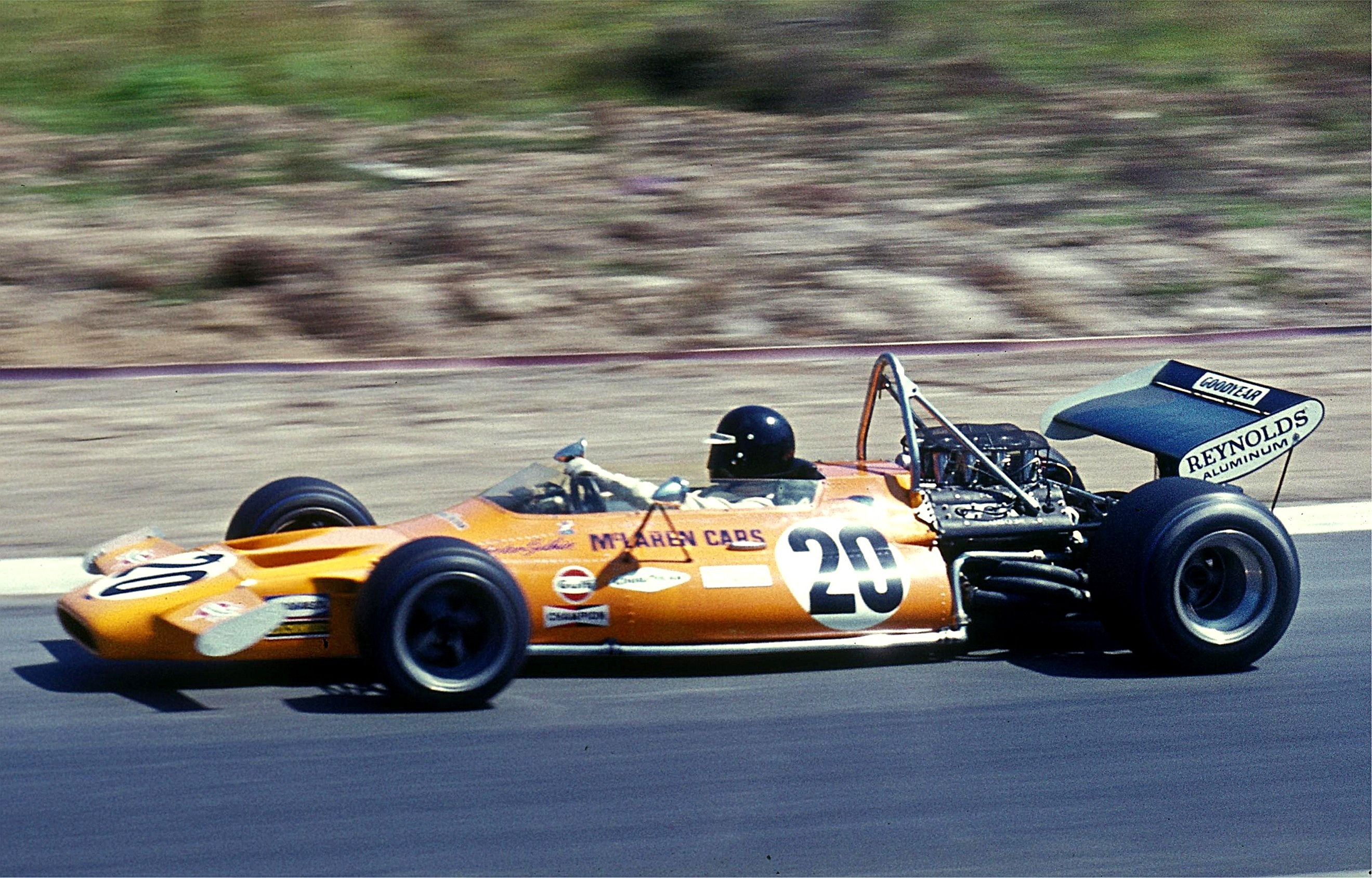
Peter Gethin sur McLaren M14A en 1971 lors du GP d'Allemagne, son ultime GP chez McLaren.

S'il ne parvient pas à se classer lors du Grand Prix d'Italie à Monza où il termine à huit tours du vainqueur Clay Regazzoni mais juste derrière son coéquipier de Adamich, il obtient sa revanche lors de l'épreuve suivante au Canada. Il se qualifie pour la première fois devant ses deux coéquipiers (onzième, juste devant de Adamich alors que Denny Hulme est relégué au quinzième rang) et navigue rapidement en course autour de la septième place. Lorsque François Cevert perd sa quatrième place, Gethin entre dans les points et conserve sa position jusqu'au terme de l'épreuve. Il inscrit ainsi son premier point en Formule 1, son unique de la saison. Il ne brille pas lors du second Grand Prix de la tournée américaine, à Watkins Glen (vingt-et-unième sur la grille et quatorzième à l'arrivée) puis, lors de l'ultime épreuve au Mexique, ne tire pas partie de sa qualification en dixième place, alors que Hulme n'est que quatorzième, à la suite d'un abandon sur casse mécanique à la mi-course. 
Cette première saison d'apprentissage de la Formule 1 paraît assez décevante mais l'équipe officielle McLaren croit au potentiel de son pilote : en effet, parallèlement à son engagement en Formule 1, Gethin a également disputé le championnat CanAm au volant de la McLaren M8D initialement dévolue à Dan Gurney. Peter Gethin s'y est mis en valeur puisqu'il a signé un succès et termine troisième du championnat. McLaren estime que cette double saison d'apprentissage a aguerri son pilote et confirme son engagement en Formule 1 pour la saison 1971 où il devient l'unique coéquipier de Denny Hulme.

#### Seulement quelques courses pour McLaren en 1971
En 1971, Peter Gethin dispose encore de la M14A tandis que son leader Denny Hulme pilote la nouvelle création de Ralph Bellamy, la M19A. Il abandonne lors du Grand Prix inaugural en Afrique du Sud mais obtient sa meilleure qualification depuis ses débuts à l'occasion du Grand Prix suivant en Espagne sur le circuit de Montjuich. Parti de la septième place, il termine l'épreuve au huitième rang. 
Pour sa première sortie à Monaco, il est victime d'une sortie de piste au vingt-deuxième tour. Il bénéficie enfin du nouveau châssis M19A à compter de l'épreuve hollandaise mais n'en tire pas profit avec une qualification en fond de grille et un non-classement à dix tours du vainqueur Jacky Ickx. Mais, après trois autres Grands prix décevants (qualifications en fond de grille et aucune place dans les points alors que Hulme, sur la même machine réussit ses qualifications et a déjà inscrit 6 points), Gethin est remercié par son écurie qui le remplace à compter du Grand Prix d'Autriche par Jackie Oliver.

### Deuxième chance chez BRM

#### Victoire dès sa deuxième course
Peter Gethin se voit offrir une seconde chance en Formule 1 chez British Racing Motors après son licenciement par McLaren dans des circonstances similaires à celles qui lui avaient permis de débuter l'année précédente : le pilote titulaire mexicain Pedro Rodriguez, également engagé en Endurance, décède le 11 juillet 1971 lors d'une épreuve d'Interseries sur le Norisring. BRM engage donc Gethin pour le suppléer au côté du Suisse Jo Siffert à partir du Grand Prix d'Autriche, Vic Elford ayant assuré l'intérim en Allemagne. 
Pour son premier Grand Prix au sein du Yardley Team BRM, Gethin hisse sa P160 à la seizième place sur la grille alors que son chef de file Jo Siffert réalise la seconde pole position de sa carrière. Siffert réalise même le grand chelem (pole, record du tour, victoire et course menée de bout en bout) alors que Gethin ne reçoit le drapeau à damiers qu'en dixième position. Il prend sa revanche lors de la course suivante, sa seconde dans sa nouvelle équipe, le 5 septembre 1971, lors du Grand Prix d'Italie sur le circuit de Monza où il remporte le Grand Prix le plus serré de l'histoire. Alors qu'il n'est que onzième sur la ligne de départ, Siffert a quant à lui réalisé le troisième temps des qualifications, Gethin réalise la course de sa vie. Il joue des roues au départ et pointe en huitième position dès le cinquième tour. Il gravit régulièrement les échelons pour occuper la sixième place au trente-deuxième tour et la tête de la course à deux tours du but. Il rétrograde ensuite au quatrième rang et, dans les derniers hectomètres de la course, est précédé de François Cevert, Ronnie Peterson et Mike Hailwood tandis qu'Howden Ganley est sur ses talons. À l'abord de la Parabolica, les quatre premiers pilotes sont tous en mesure de l'emporter. Cevert laisse passer Peterson à l'intérieur de la parabolique dans l'intention de le reprendre à l'aspiration. Peterson s'engage mais vire large pour bloquer le Français, Gethin plonge également à l'intérieur, vire en tête et franchit la ligne en vainqueur en ne devançant Peterson que d'un centième de seconde. Avec 61 centièmes de seconde entre le vainqueur et le cinquième de l'épreuve (Howden Ganley), cette course reste l'arrivée la plus serrée de l'histoire de la Formule 1. En outre, il réalise une vitesse moyenne de 242,616 km/h, ce qui en fait, pendant trente-deux ans, le Grand Prix le plus rapide de l'histoire (record battu en 2003 sur le même circuit par Michael Schumacher). Ce succès surprise est le seul de la carrière de Peter Gethin en championnat du monde.
Les deux dernières épreuves de la saison ne permettent pas à Gethin de se mettre particulièrement en valeur à cause de qualifications très moyennes. À la fin de la saison, il a inscrit neuf points et signé une victoire alors que Siffert a inscrit dix points de plus. Toutefois il conserve la confiance de ses employeurs qui renouvellent son contrat pour la saison 1972 où il doit épauler Siffert. Le pilote suisse décède peu après l'ultime Grand Prix 1971, lors de la World Championship Victory Race que Gethin remporte dans des conditions dramatiques, et BRM doit à nouveau s'engager en championnat avec une équipe de pilotes « remplaçants » en lieu et place de ses titulaires.

#### Dernière saison chez BRM
En 1972, Gethin dispose dès le Grand Prix inaugural à Buenos Aires de la nouvelle BRM P160B, évolution toutefois mineure de sa devancière. Il ne brille pas particulièrement à son volant, abandonnant en Argentine et terminant non classé à Kyalami où il est largement devancé sur la grille de départ par son nouveau coéquipier, le Français Jean-Pierre Beltoise. En Espagne, il étrenne la nouvelle P180 tandis que tous les autres pilotes BRM (officiel et privés) disposent d'anciens châssis. Là encore il déçoit en se qualifiant en fond de grille alors que Beltoise décroche le septième temps. La disgrâce a lieu à l'occasion du Grand Prix suivant, sur le tourniquet monégasque mouillé par les averses. Le Grand Prix débute plutôt bien puisqu'en imitant Beltoise en reprenant sa P160B (la P180 revenant à Howden Ganley) il décroche sa meilleure qualification depuis ses débuts en signant le cinquième temps des essais. La joie est de courte durée car Beltoise réalise quant à lui le quatrième temps et s'élance donc de la deuxième ligne. En course, Gethin part à la faute au vingt-septième tour et est disqualifié pour avoir emprunté la piste à contre-sens afin de se relancer après un tout-droit causé par la piste glissante alors que Beltoise, en tête dès le départ conserve sa position pendant toute l'épreuve pour remporter son unique victoire en Grand Prix. Peter Gethin est désormais sérieusement mis en concurrence au sein de l'écurie officielle BRM.
Les courses suivantes ne lui permettent pas de redorer son blason puisqu'il abandonne en Belgique où il était largement dominé par Beltoise en qualifications. Il ne prend pas part aux essais qualificatifs du Grand Prix de France à la suite d'un accident en essais libres et abandonne lors de son Grand Prix national. Ce n'est qu'en Autriche qu'il reçoit à nouveau le drapeau à damiers, mais en treizième position, à nouveau devancé par Beltoise, huitième. Il inscrit son seul point de la saison sur son circuit fétiche de Monza où, s'élançant de la onzième place et devançant enfin son coéquipier et malgré un début de course qui le voit reculer jusqu'au seizième rang, il finit par se classer à sixième de la course. Deux abandons lors de la tournée américaine de clôture scellent son destin en Formule 1 : il est remercié par l'écurie officielle BRM qui préfère conserver Beltoise et recrute Niki Lauda et Clay Regazzoni pour la saison 1973.

### Fin de carrière en Formule 1 chez Embassy-Hill
En 1973, s'il remporte hors-championnat la Race of Champions de Brands-Hatch au volant d'une Chevron B24-Chevrolet de Formule 5000 (l'épreuve permettait de s'engager sur F5000 ou sur F1), il ne dispute qu'un seul Grand Prix du championnat du monde de Formule 1. Au volant d'une BRM P160E, il se qualifie sur la dernière ligne du Grand Prix du Canada et abandonne sur panne mécanique dès les premiers kilomètres de la course. 
En 1974, il participe à son Grand Prix national au volant d'une Lola T370 de l'écurie Embassy-Hill où officie le patron-pilote Graham Hill. Lola n'a plus conçu de châssis de Formule 1 depuis 1968 et la T370 n'est pas à la hauteur de la concurrence. Ainsi, Gethin se qualifie en fond de grille, à la vingt-et-unième place, aux côtés de son patron qualifié en vingt-deuxième position tandis que le troisième pilote Guy Edwards n'a pas réussi à se qualifier. Gethin, malade, ne prend pas le départ du Grand Prix, laissant Graham Hill seul représentant des Embassy au départ. Cette expérience malheureuse sonne le glas de la carrière en Formule 1 de Peter Gethin.

### Fin de carrière en sport automobile
Peter Gethin poursuit sa carrière en  Formule 5000 pour les saisons 1974 (titre en Tasman Series), 1975 et 1976 dans le Racing Team VDS et gagne huit courses durant cette période. En 1977, il s'engage dans le nouveau championnat CanAm qui fait sa réapparition après deux années d'interruption. Au volant d'un prototype non limité en puissance ni en aérodynamique, la Lola T333CS du Racing Team VDS toujours, il remporte l'épreuve d'Elkhart Lake sur le circuit de Road America avant d'abandonner définitivement la compétition automobile cinq courses plus tard à Riverside.
Il meurt le 5 décembre 2011 des suites d'une tumeur au cerveau.

## Résultats en championnat du monde de Formule 1
| Saison | Écurie                                      | Châssis          | Moteur                          | Pneus              | GP disputés | Victoire | Points | Classement |
| ------ | ------------------------------------------- | ---------------- | ------------------------------- | ------------------ | ----------- | -------- | ------ | ---------- |
| 1970   | Bruce McLaren Motor Racing                  | M14A             | Cosworth V8                     | Goodyear           | 7           | 0        | 1      | 23e        |
| 1971   | Bruce McLaren Motor Racing Yardley Team BRM | M14A M19A P160   | Cosworth V8 Cosworth V8 BRM V12 | Goodyear Firestone | 11          | 1        | 9      | 9e         |
| 1972   | Marlboro BRM                                | P160B P180 P160C | BRM V12                         | Goodyear Firestone | 10          | 0        | 1      | 20e        |
| 1973   | Marlboro BRM                                | P160E            | BRM V12                         | Goodyear Firestone | 1           | 0        | 0      | n.c        |
| 1974   | Embassy Racing with Graham Hill             | Lola T370        | Cosworth V8                     | Firestone          | 1           | 0        | 0      | n.c        |

## Victoire en championnat du monde de Formule 1
| no | Année | Manche | Date             | Grand Prix | Circuit | Position départ | Écurie | Voiture | Résumé |
| -- | ----- | ------ | ---------------- | ---------- | ------- | --------------- | ------ | ------- | ------ |
| 1  | 1971  | 9/11   | 5 septembre 1971 | Italie     | Monza   | 11e             | BRM    | P160    | Résumé |